# Xylomoia fusei
Xylomoia fusei är en fjärilsart som beskrevs av Shigero Sugi 1976. Xylomoia fusei ingår i släktet Xylomoia och familjen nattflyn. Inga underarter finns listade i Catalogue of Life.